# アンリ・ドヌデュー・ド・ヴァーブル
アンリ・ドヌデュー・ド・ヴァーブル（Henri Donnedieu de Vabres、1880年7月8日 - 1952年2月14日）は、フランス人の法学者であり、ロベール・ファルコとフランス人としてニュルンベルク裁判の裁判官をつとめた。

## 人物
ドヌデューは、フランスのニームで1880年に生まれた。戦争前に犯罪法の教授としてパリ大学につとめていた。その際に、国際刑事裁判所の概念の推進運動をしていた。1947年末にCommittee on the Progressive Development of International Law and its Codificationで考えを提出した。